# Jochem Kahl
Jochem Kahl (nacido en 1961) es un egiptólogo alemán.
Nacido en Ravensburg, Kahl estudió Historia y Griego en la Universidad de Tubinga de 1983 a 1984 y luego Egiptología, Arqueología Clásica e Historia Antigua y Previa en Münster, Tübingen y Viena entre 1984 y 1990. Kahl realizó su doctorado con el estudio «El sistema de escritura jeroglífica egipcia en las dinastías 0 a 3» entre 1992 y 1998.
De 1998 a 2004 se desempeñó como profesor universitario en el Instituto de Egiptología y Coptología de la Universidad de Münster. En 2004 obtuvo una cátedra en la Universidad de Münster y en 2006 una cátedra en la Universidad de Mainz. Actualmente, se encuentra en la Universidad Libre de Berlín.
Dirige las excavaciones en Asiut y sus alrededores en el centro de Egipto y es profesor en la Universidad Libre de Berlín desde octubre de 2008. Kahl es miembro del Instituto Arqueológico Alemán.

## Publicaciones selectas
- «The system of Egyptian hieroglyphic writing in the 0th to 3rd centuries Dynasty», Harrassowitz, Wiesbaden, 1994.[4]
- con Nicole Kloth, Ursula Zimmermann: «The Inscriptions of the 3rd Dynasty.  An inventory», Harrassowitz, Wiesbaden, 1995, ISBN 3-447-03733-4 (= Egyptological Treatises , Volume 56).
- «Steh auf, gib Horus deine Hand. The narrative of Altenmüller's pyramid text saying», Harrassowitz, Wiesbaden, 1996[5]
- «Siut - Thebes. To appreciate tradition in ancient Egypt», Leiden, Brill 1999.[6]
- con Eva-Maria Engel: «buried, burned, misunderstood and forgotten - finds from the "Menesgrab"», Münster 2001.